# Ionikos Neas Filadelfeias BC
Lo Ionikos Neas Filadelfeias BC è una società cestistica greca avente sede a Nea Filadelfia. Fondata nel 1930, gioca nel campionato greco.